# 慕道友
慕道友（catechumen），华人天主教会亦称慕道者或望教友，从字面上解释就是“渴慕正道的朋友”，一般指羡慕或寻求信仰或对某种宗教感兴趣或認同的人，但尚未正式接受該信仰。基督徒视慕道友为朋友，故又华人新教被称为福音朋友。伊斯兰教有时也称“慕道者”。

## 在教会中的角色
在基督宗教中，慕道友会经常参加教会和团契的崇拜和其它活动，从而更加深入地认识基督信仰。从慕道到接受的过程，一般被认为是每个基督徒成长的必经阶段，时间长短因人而异，基督宗教的观点是因为各人对信仰的信心不同。